# Ainsley Maitland-Niles
Ainsley Maitland-Niles (Goodmayes, 1997. augusztus 27. –) angol válogatott labdarúgó, az Olympique Lyonnais játékosa.

## Pályafutása

### Klubcsapatokban
Maitland-Niles az Arsenal Hale End akadémiájának neveltje, hatévesen csatlakozott az Ágyúsokhoz. A 2013-14-es szezonban került fel az U21-es csapathoz, miután egy évvel korábban tört be az U18-asokhoz. Első profi szerződését 2014. október 24-én írta alá.
2014. december 9-én 17 évesen és 102 naposan bemutatkozott a Bajnokok Ligájában a Galatasaray elleni meccsen, ahol a félidőben állt be Aaron Ramsey helyére. Jack Wilshere után ő lett az Arsenal második legfiatalabb játékosa a sorozatban. Négy nappal később a Premier Leagueben is bemutatkozott, csereként állt be a Newcastle elleni 4–1 -es győzelem alkalmával.
2022. január 7-én kölcsönvette az olasz AS Roma csapata.

### A válogatottban
Maitland-Niles az U17-es válogatottól az U21-es válogatottig minden korosztályban képviselte Angliát.

## Statisztikák
2018. augusztus 12. szerint
| Klub                | Szezon   | Bajnokság      | Bajnokság | Bajnokság | FA Cup | FA Cup | League Cup | League Cup | Egyéb | Egyéb | Összesen | Összesen |
| Klub                | Szezon   | Osztály        | Meccs     | Gól       | Meccs  | Gól    | Meccs      | Gól        | Meccs | Gól   | Meccs    | Gól      |
| ------------------- | -------- | -------------- | --------- | --------- | ------ | ------ | ---------- | ---------- | ----- | ----- | -------- | -------- |
| Arsenal             | 2014–15  | Premier League | 1         | 0         | 0      | 0      | 0          | 0          | 1     | 0     | 2        | 0        |
| Arsenal             | 2016–17  | Premier League | 1         | 0         | 3      | 0      | 3          | 0          | 0     | 0     | 7        | 0        |
| Arsenal             | 2017–18  | Premier League | 15        | 0         | 1      | 0      | 3          | 0          | 9     | 0     | 28       | 0        |
| Arsenal             | 2018-19  | Premier League | 1         | 0         | 0      | 0      | 0          | 0          | 0     | 0     | 1        | 0        |
| Arsenal             | Total    | Total          | 18        | 0         | 5      | 0      | 6          | 0          | 10    | 0     | 39       | 0        |
| Ipswich Town (loan) | 2015–16  | Championship   | 30        | 1         | 2      | 1      | 0          | 0          | —     | —     | 32       | 2        |
| Összesen            | Összesen | Összesen       | 48        | 1         | 7      | 1      | 6          | 0          | 10    | 0     | 71       | 2        |

## Sikerei, díjai

### Klubcsapattal
Arsenal:
- Fa-kupa – győztes: 2019–20
- Angol szuperkupa győztes: 2017, 2020
- Angol ligakupa döntős: 2017–18
- Európa-liga döntős: 2018–19

 AS Roma:
- UEFA Konferencia Liga – győztes : 2021–22

### Válogatottal
Anglia:
- U20-as világbajnok: 2017

## Fordítás
Ez a szócikk részben vagy egészben  az   Ainsley Maitland-Niles című angol Wikipédia-szócikk ezen változatának fordításán alapul.  Az eredeti cikk szerkesztőit annak laptörténete sorolja fel. Ez a jelzés csupán a megfogalmazás eredetét és a szerzői jogokat jelzi, nem szolgál a cikkben szereplő információk forrásmegjelöléseként.